# Balearica
Balearica és un gènere d'ocells de la família dels grúids (Gruidae). Aquestes grues, relativament petites, es reconeixen fàcilment pel coronament groguenc daurat amb taques negres que posseeixen al cap, pel qual reben el nom comú de grues coronades o grues amb caperutxo.
Totes dues espècies vives es reprodueixen a l'Àfrica subsahariana, i són les úniques grues que poden niar als arbres. Igual que totes les altres grues, mengen insectes, rèptils i petits mamífers.
Deuen el nom a un passatge de Plini el Vell que, parlant d'aucells, esmenta una casta de grua balear (anomenada vipio en paleobalear). Però no hi ha cap indici de l'espècie a què es refereix Plini, i l'atribució a aquest gènere (causa de Ulisses Aldrovandi, primer, i Jacques Brisson, més tard) és arbitrària. Però l'error ha persistit i encara ara és freqüent que hom afirmi que aquest gènere es troba a les Balears tot i no haver-s'hi observat mai.

## Taxonomia
Aquest gènere és l'únic de la subfamília Balearicinae.
Se n'han distingit dues espècies que alguns autors han considerat només una.
- grua coronada negra (Balearica pavonina).
- grua coronada collgrisa (Balearica regulorum).